# Harpactes
Harpactes en un género de aves trogoniformes perteneciente a la familia Trogonidae. Habitan comúnmente la región indomalaya. Genéricamente se les conoce como trogones o surucuás.
Se alimentan preferentemente de insectos y de frutas. 

## Especies
El género contiene las siguientes especies:
- Harpactes fasciatus - trogón malabar o surucuá de Malabar;
- Harpactes kasumba - trogón kasumba o surucuá de nuca roja;
- Harpactes diardii - trogón de Diard o surucuá de Diard;
- Harpactes ardens - trogón filipino o surucuá malayo;
- Harpactes whiteheadi - trogón de Borneo o surucuá de cabeza blanca;
- Harpactes orrhophaeus - trogón canela o surucuá de lomo canela;
- Harpactes duvaucelii - trogón culirrojo o surucuá de lomo rojo;
- Harpactes oreskios - trogón pechinaranja o surucuá de pecho naranja;
- Harpactes erythrocephalus - trogón cabecirrojo o surucuá de cabeza roja;
- Harpactes wardi - trogón de Ward o surucuá de Ward.